# Liste des sites classés et inscrits des Côtes-d'Armor

Le département des Côtes-d'Armor en rouge sur la carte

Cet article recense les sites naturels protégés du département des Côtes-d'Armor, en France.

## Liste

### Sites classés
Les critères sur lesquels les sites ont été sélectionnés sont désignés par des lettres, comme suit :
- A : artistique
- H : historique
- L : légendaire
- P : pittoresque
- S : scientifique
- TC : tout critère

En France, l'île de Bréhat fut en 1907 le premier site classé en vertu de la loi du 21 avril 1906 relative à la protection des sites naturels (même si les cascades de Gimel en Corrèze avaient été protégées dès 1898), protection étendue ensuite à plusieurs reprises. Dans ce département côtier, plusieurs extensions à partir des années 1970 concernent le domaine public maritime, protégeant ainsi non seulement des sites terrestres, mais des étendues maritimes.
| Site | Commune | Notes | Date               | Critères | Superficie (ha) | Références                                          | Coordonnées                        | Image |
| --- | --- | --- | ------------------ | -------- | --------------- | --------------------------------------------------- | ---------------------------------- | ----- |
| Parc de la Belle-Issue                                                                                     | Binic-Étables-sur-Mer | | 15 février 1922    | TC       |                 | 1220215SCA01                                        | 48° 37′ 34″ nord, 2° 50′ 07″ ouest |       |
| Pointe du Daoulas                                                                                          | Bon Repos sur Blavet | | 1er avril 1935     |          | 51,61           |                                                     | 48° 13′ 27″ nord, 3° 07′ 17″ ouest |       |
| Quartier formé par les rues de Jerzual, du Petit-Fort et du Rue du Quai                                    | Dinan | Site urbain ; comprend les façades et les toitures de certains immeubles ; étendu le 24 août 1945 | 12 janvier 1934    | P, TC    | 0,42            | 1340112SCA01                                        | 48° 27′ 21″ nord, 2° 02′ 24″ ouest |       |
| Site du vieux Dinan                                                                                        | Dinan | Parcelles cadastrales C 74 et C 75 | 17 août 1933       | TC       | 0,36            | 1330817SCA01                                        | 48° 26′ 50″ nord, 2° 02′ 29″ ouest |       |
| Cap d'Erquy et abords                                                                                      | Erquy | En partie sur le domaine public maritime | 16 octobre 1978    | P        | 477,99          | 1781016SCD01                                        | 48° 38′ 28″ nord, 2° 29′ 14″ ouest |       |
| Falaise de la Roche-Jaune                                                                                  | Erquy | | 16 octobre 1978    | TC       | 2,92            | 1520402SCA01                                        | 48° 37′ 33″ nord, 2° 28′ 25″ ouest |       |
| Landes du cap Fréhel et abords du fort la Latte                                                            | Fréhel, Plévenon | | 1er juillet 1967   | P        | 430,53          | 1670701SCD01                                        | 48° 40′ 48″ nord, 2° 19′ 00″ ouest |       |
| Manoir de Traou-Hubert et abords                                                                           | Goudelin, Le Merzer | | 16 septembre 1965  | P        | 21,11           | 1650916SCA01                                        | 48° 35′ 31″ nord, 3° 03′ 42″ ouest |       |
| Rocher de Guenroc                                                                                          | Guenroc | | 4 septembre 1913   | TC       |                 | 1130904SCA01                                        | 48° 19′ 07″ nord, 2° 04′ 36″ ouest |       |
| Château de Beaumont et abords                                                                              | Guitté | | 18 septembre 1944  | P        | 6,08            | 1440918SCA01                                        | 48° 18′ 06″ nord, 2° 05′ 28″ ouest |       |
| Archipel de Bréhat                                                                                         | Île-de-Bréhat | Comprend le moulin à marée du Birlot ; en partie sur le domaine public maritime ; protection étendue le 14 février 1929, le 26 mars 1980 et le 30 juin 1980                                                | 13 juillet 1907    | TC       | 1 896,95        | 1800630SCD01 10700713SCD0                           | 48° 47′ 42″ nord, 3° 00′ 02″ ouest |       |
| Croix de Cohiniac, arbres et abords                                                                        | Lancieux | | 22 mai 1943        | TC       | 0               | 1430522SCA04                                        | 48° 36′ 31″ nord, 2° 08′ 49″ ouest |       |
| Estuaire de la Rance                                                                                       | Langrolay-sur-Rance, Lanvallay, Pleudihen-sur-Rance, Plouër-sur-Rance, Saint-Hélen, Saint-Samson-sur-Rance, Taden, La Vicomté-sur-Rance | En partie sur le domaine public maritime ; également situé en Ille-et-Vilaine | 6 mai 1995         | P, S     | 2 975,29        | 1950506SCD01 1950506SCD02                           | 48° 33′ 41″ nord, 1° 59′ 10″ ouest |       |
| Brélévenez                                                                                                 | Lannion | | 23 avril 1937      | TC       | 0,24            | 1370423SCA01                                        | 48° 44′ 10″ nord, 3° 27′ 24″ ouest |       |
| Château de Kerivon et son parc                                                                             | Lannion | | 10 janvier 1963    | P        | 82,64           | 1630110SCA01                                        | 48° 43′ 35″ nord, 3° 25′ 39″ ouest |       |
| Îlot de Roc'h ar Hon                                                                                       | Lézardrieux | | 27 mars 1958       | P        |                 | 1580327SCA04                                        | 48° 49′ 17″ nord, 3° 04′ 45″ ouest |       |
| Parties du village                                                                                         | Loc-Envel | | 25 février 1963    | P        | 1,13            | 1630225SCA01                                        | 48° 31′ 01″ nord, 3° 24′ 28″ ouest |       |
| Rocher de Cruckin                                                                                          | Paimpol | | 27 novembre 1963   |          |                 | 1631127SCA01                                        | 48° 46′ 07″ nord, 3° 01′ 07″ ouest |       |
| Arbres en bordure du chemin vicinal 6                                                                      | Paimpol | | 26 décembre 1921   | TC       | 0,19            | 1211226SCA01                                        | 48° 46′ 51″ nord, 3° 03′ 55″ ouest |       |
| Île Saint-Riom                                                                                             | Paimpol, Ploubazlanec | En partie sur le domaine public maritime | 20 novembre 1981   |          | 884,03          | 1811120SCD01                                        | 48° 41′ 35″ nord, 2° 59′ 10″ ouest |       |
| Rocher du Voleur                                                                                           | Penvénan | Étendu le 30 novembre 1976 | 13 janvier 1917    | P, TC    |                 |                                                     | 48° 50′ 15″ nord, 3° 18′ 38″ ouest |       |
| Site et archipel de Port-Blanc                                                                             | Penvénan | En partie sur le domaine public maritime ; étendu le 29 décembre 1925, le 20 janvier 1926, le 27 mars 1961, le 19 novembre 1975 et le 18 décembre 1979 ; comprend les îles du Château, Bruck et aux Femmes | 22 janvier 1917    | P, TC    |                 | 1751119SCA01                                        | 48° 47′ 03″ nord, 3° 18′ 59″ ouest |       |
| Moulin du Petit Traouïero, étang de Lan Toulaber, lac de Roc'li a fols Pellan et chaussée du moulin        | Perros-Guirec | | 14 mai 1943        | TC       | 2,11            | 1430514SCA02                                        | 48° 49′ 33″ nord, 3° 29′ 08″ ouest |       |
| Sentier des douaniers et abords, en bordure de la grève Saint-Pierre                                       | Perros-Guirec | Côte et domaine public maritime ; étendu le 28 mars 1977 | 8 novembre 1976    | P        | 86,78           | 1761108SCD01                                        | 48° 49′ 24″ nord, 3° 28′ 03″ ouest |       |
| Tertre de La Clarté                                                                                        | Perros-Guirec | | 22 juillet 1913    | TC       | 2,18            | 1130722SCA02                                        | 48° 49′ 14″ nord, 3° 28′ 25″ ouest |       |
| Abords du phare de Ploumanac'h                                                                             | Perros-Guirec | | 15 mai 1940        | TC       | 2,49            | 1400515SCA01                                        | 48° 50′ 03″ nord, 3° 29′ 00″ ouest |       |
| Rochers de Ploumanac'h                                                                                     | Perros-Guirec | | 11 juillet 1912    |          | 2,18            | 1120711SCA01                                        | 48° 50′ 15″ nord, 3° 28′ 58″ ouest |       |
| Rochers du littoral, île Renote, rocher de l'Éléphant, placître de Roc'h Uzon et massif de Crec'h-Touronny | Perros-Guirec, Trégastel | En partie sur le domaine public maritime ; étendu le 2 avril 1927, le 11 février 1977 et le 11 juillet 1978                                                                                                | 11 juillet 1912    | P, TC    | 237,28          | 1270502SCA01 1780711SCD01 1770211SCD01 1270502SCA09 | 48° 43′ 59″ nord, 3° 30′ 25″ ouest |       |
| Manoir des Rosaires                                                                                        | Plérin | | 12 juin 1975       | TC       | 33,94           | 1750612SCA01                                        | 48° 33′ 42″ nord, 2° 45′ 00″ ouest |       |
| Grand Rocher                                                                                               | Plestin-les-Grèves | | 2 mai 1936         | TC       | 7,41            | 1360502SCA02                                        | 48° 40′ 14″ nord, 3° 35′ 22″ ouest |       |
| Îles et îlots du littoral, entre Trébeurden et l'Île-Grande                                                | Pleumeur-Bodou, Trébeurden | En partie sur le domaine public maritime | 16 juin 1994       | P        | 1 048,27        | 1940616SCD02                                        | 48° 47′ 23″ nord, 3° 35′ 50″ ouest |       |
| Parc du château de Caradeuc                                                                                | Plouasne | Site également situé à Longaulnay en Ille-et-Vilaine | 8 août 1945        | TC       | 56,86           | 1450808SCA01                                        | 48° 17′ 25″ nord, 1° 57′ 31″ ouest |       |
| Plateau du Rohou                                                                                           | Ploubazlanec | |                    |          |                 | 1760128SCD01                                        | 48° 49′ 13″ nord, 3° 01′ 04″ ouest |       |
| Pointe de la Trinité                                                                                       | Ploubazlanec | | 31 octobre 1975    | P        |                 | 1751031SCD01                                        | 48° 48′ 12″ nord, 3° 00′ 18″ ouest |       |
| Pointe du Gouern                                                                                           | Ploubazlanec | | 21 mars 1935       | TC       | 0,34            | 1350321SCA01                                        | 48° 49′ 18″ nord, 3° 03′ 13″ ouest |       |
| Littoral, de Cornec à Traou-Pell                                                                           | Ploubazlanec | | 19 mars 1996       | P        |                 | 1960319SCA01                                        | 48° 49′ 10″ nord, 3° 01′ 38″ ouest |       |
| Partie boisée de la colline de Kerroc'h                                                                    | Ploubazlanec | | 20 septembre 1927  | TC       |                 | 1270920SCA01                                        | 48° 47′ 29″ nord, 3° 02′ 02″ ouest |       |
| Falaises de Plouha                                                                                         | Plouézec, Plouha, Tréveneuc | En partie sur le domaine public maritime | 1er août 1979      | P        | 2 016,75        | 1790801SCD01                                        | 48° 42′ 11″ nord, 2° 54′ 34″ ouest |       |
| Littoral et îles d'Er, d'Évinec et de Strou-Maria                                                          | Plougrescant | Étendu le 2 novembre 1989 | 31 juillet 1959    | P        |                 | 1891102SCD01                                        | 48° 51′ 56″ nord, 3° 13′ 40″ ouest |       |
| Rives du Guindy au Couvent-Vieux et au Kestellic                                                           | Plouguiel | | 11 septembre 1922  | TC       |                 | 1220911SCA02                                        | 48° 48′ 02″ nord, 3° 13′ 28″ ouest |       |
| Placître de la chapelle de Kermaria an Iskuit                                                              | Plouha | | 1er août 1979      | TC       | 0,48            | 1350612SCA01                                        | 48° 41′ 05″ nord, 2° 58′ 33″ ouest |       |
| Chapelle Notre-Dame du Yaudet et abords                                                                    | Ploulec'h | | 4 septembre 1935   | TC       | 0,11            | 1350904SCA01                                        | 48° 43′ 53″ nord, 3° 32′ 13″ ouest |       |
| Rive droite du Trieux aux abords du château de la Roche-Jagu                                               | Plourivo | | 31 décembre 1974   | P        |                 | 1741231SCA01                                        | 48° 44′ 15″ nord, 3° 08′ 32″ ouest |       |
| Manoir de Frecheclos                                                                                       | Pommeret | | 1er mars 1967      | P        | 0,59            | 1670301SCA01                                        | 48° 27′ 45″ nord, 2° 37′ 35″ ouest |       |
| Tertre Aubé                                                                                                | Saint-Brieuc | | 17 décembre 1925   |          | 1,54            | 1251217SCA01                                        | 48° 31′ 17″ nord, 2° 45′ 12″ ouest |       |
| Château du Chêne-Ferron et abords                                                                          | Saint-Carné | | 6 juillet 1945     | TC       | 5,48            | 1450706SCA01                                        | 48° 25′ 42″ nord, 2° 02′ 05″ ouest |       |
| Colonne aux Anglais et abords                                                                              | Saint-Cast-le-Guildo | | 4 décembre 1942    | TC       | 0,04            | 1421204SCA02                                        | 48° 37′ 44″ nord, 2° 15′ 33″ ouest |       |
| Pointe de l'Isle                                                                                           | Saint-Cast-le-Guildo | | 17 juin 1943       | TC       | 3,95            | 1430617SCA01                                        | 48° 38′ 39″ nord, 2° 14′ 39″ ouest |       |
| Pointe du Bay                                                                                              | Saint-Cast-le-Guildo | Côte et domaine public maritime ; étendu le 29 novembre 1976 et le 17 février 1977 | 1er septembre 1938 | P, TC    | 138,25          | 1761122SCD01 1770217SCA01                           | 48° 36′ 36″ nord, 2° 13′ 48″ ouest |       |
| Église, son cimetière et chapelle Saint-Laurent                                                            | Saint-Gilles-Pligeaux | | 22 février 1927    | TC       | 0,33            | 1270222SCA01                                        | 48° 22′ 48″ nord, 3° 05′ 47″ ouest |       |
| Îlot de la Colombière                                                                                      | Saint-Jacut-de-la-Mer | Sur le domaine public maritime | 26 mars 1953       | P        | 1,85            | 1530326SC01 1530326SCA01                            | 48° 31′ 05″ nord, 2° 12′ 40″ ouest |       |
| Pointe du Chevet                                                                                           | Saint-Jacut-de-la-Mer | | 6 novembre 1942    | TC       | 1,11            | 1421106SCA01                                        | 48° 36′ 31″ nord, 2° 11′ 39″ ouest |       |
| Presqu'île de Bihit                                                                                        | Trébeurden | | 13 septembre 1950  | TC       | 5,36            | 1500913SCA03                                        | 48° 45′ 30″ nord, 3° 34′ 59″ ouest |       |
| Roches Blanches                                                                                            | Trébeurden | | 13 septembre 1950  | TC       | 0,3             | 1351203SCA01                                        | 48° 46′ 09″ nord, 3° 35′ 01″ ouest |       |
| Chapelle Notre-Dame de Bel-Air et abords                                                                   | Trébry, Trédaniel | | 3 février 1960     | P        | 22,49           | 1600203SCA01                                        | 48° 19′ 25″ nord, 2° 35′ 01″ ouest |       |
| Falaises de Trédrez                                                                                        | Trédrez-Locquémeau | En partie sur le domaine public maritime | 17 janvier 1990    | P        | 462,32          | 1900117SCD04                                        | 48° 42′ 24″ nord, 3° 34′ 43″ ouest |       |
| Bois de l'Évêché                                                                                           | Tréguier | | 12 juillet 1948    | TC       |                 | 1480712SCA01                                        | 48° 47′ 20″ nord, 3° 13′ 57″ ouest |       |
| Estuaires du Trieux et du Jaudy                                                                            | | | 2 décembre 2016    |          | 11 243,67       | 1161202SCD01                                        |                                    |       |

### Sites inscrits
| Site                                                                   | Commune                                                | Notes                                                                                                  | Date              | Superficie (ha) | Références                | Coordonnées                        | Image |
| ---------------------------------------------------------------------- | ------------------------------------------------------ | --- | ----------------- | --------------- | ------------------------- | ---------------------------------- | ----- |
| Lac de Bosméléac                                                       | Allineuc, Le Bodéo, Merléac, Saint-Martin-des-Prés     | | 1er mars 1943     | 214,9           | 1430301SIA01              | 48° 18′ 27″ nord, 2° 54′ 42″ ouest |       |
| Manoir de Coatgouray et allée d'accès                                  | Bégard                                                 | | 24 décembre 1943  | 1,44            | 1431224SIA06              | 48° 39′ 05″ nord, 3° 14′ 50″ ouest |       |
| Chapelle Notre-Dame-d'Espérance et abords                              | Binic-Étables-sur-Mer                                  | | 31 janvier 1964   | 1,97            | 1640131SIA01              | 48° 38′ 00″ nord, 2° 49′ 25″ ouest |       |
| Vallée du Daoulas                                                      | Bon Repos sur Blavet                                   | | 1er avril 1935    | 72,33           | 1350401SIA01              |                                    |       |
| Lac de Guerlédan                                                       | Bon Repos sur Blavet, Caurel, Guerlédan                | | 10 janvier 1939   | 459,76          | 1390110SIA01              | 48° 12′ 12″ nord, 3° 01′ 31″ ouest |       |
| Manoir de Ty-ar-Bonniec et butte boisée de Parc-ar-Chastel             | Brélidy                                                | | 24 décembre 1943  | 2,1             | 1431224SIA07              | 48° 40′ 07″ nord, 3° 13′ 49″ ouest |       |
| Manoir de Fornebello                                                   | Châtelaudren-Plouagat                                  | | 24 décembre 1943  | 0,15            | 1431224SIA11              | 48° 33′ 21″ nord, 2° 59′ 47″ ouest |       |
| Château du Guildo et pointe de la Pépinais au Château-Parlant          | Créhen, Saint-Jacut-de-la-Mer                          | | 28 juillet 1944   | 10,24           | 1440728SIA02              | 48° 34′ 29″ nord, 2° 12′ 23″ ouest |       |
| Retenue de Rophemel et abords                                          | Guenroc, Guitté, Plouasne                              | | 18 novembre 1964  | 1 234,41        | 1641118SIA01              | 48° 18′ 15″ nord, 2° 04′ 42″ ouest |       |
| Moncontour et vallées avoisinantes                                     | Hénon, Moncontour, Plémy, Trédaniel                    | | 15 novembre 1966  | 690,85          | 1661115SIA01              | 48° 21′ 36″ nord, 2° 37′ 55″ ouest |       |
| Archipel de Bréhat, en partie                                          | Île-de-Bréhat                                          | | 12 mars 1964      | 157,36          | 1640312SIA01              | 48° 50′ 41″ nord, 3° 00′ 09″ ouest |       |
| Village bordant l'estuaire du Jaudy                                    | Kerbors                                                | | 10 novembre 1965  | 254,75          | 1651110SIA01              |                                    |       |
| Pointe de Lancieux (versant est)                                       | Lancieux                                               | | 3 novembre 1943   | 16,06           | 1431103SIA07              | 48° 36′ 57″ nord, 2° 08′ 38″ ouest |       |
| Partie des escaliers de Brélévenez et jardins qui les bordent          | Lannion                                                | | 23 avril 1937     | 0,01            | 1370423SIA01              | 48° 44′ 11″ nord, 3° 27′ 24″ ouest |       |
| Manoir de Traou-Hubert et abords                                       | Le Merzer                                              | | 16 septembre 1965 | 1,81            | 1650916SIA01              | 48° 35′ 37″ nord, 3° 03′ 55″ ouest |       |
| Estuaire du Trieux                                                     | Lézardrieux                                            | | 26 mai 1965       | 493,91          | 1650526SIA01              |                                    |       |
| Littoral entre Penvénan et Plouha                                      | Lézardrieux, Paimpol, Pleudaniel, Plourivo, Saint-Clet | | 25 février 1974   | 9 573,59        | 1740225SIA01              | 48° 46′ 06″ nord, 3° 07′ 40″ ouest |       |
| Parties du village                                                     | Loc-Envel                                              | | 25 février 1963   | 0,96            | 1630225SIA01              | 48° 31′ 01″ nord, 3° 24′ 25″ ouest |       |
| Collines du Menez Bré et abords, chapelle Saint-Hervé                  | Louargat, Pédernec                                     | | 30 juillet 1964   | 279,98          | 1640730SIA02              | 48° 34′ 35″ nord, 3° 18′ 28″ ouest |       |
| Abords du phare de Ploumanac'h                                         | Perros-Guirec                                          | | 6 avril 1945      | 3,24            | 1450406SIA04              | 48° 50′ 11″ nord, 3° 29′ 02″ ouest |       |
| Anse Saint-Guirec (rive nord et sud)                                   | Perros-Guirec                                          | | 6 avril 1945      | 8,09            | 1450406SIA05              | 48° 49′ 54″ nord, 3° 29′ 22″ ouest |       |
| Lande Ranolien                                                         | Perros-Guirec                                          | | 9 octobre 1940    | 52,9            | 1401009SIA01              | 48° 49′ 46″ nord, 3° 28′ 36″ ouest |       |
| Parc municipal et abords                                               | Perros-Guirec                                          | | 6 avril 1945      | 9,77            | 1450406SIA03              | 48° 50′ 06″ nord, 3° 28′ 39″ ouest |       |
| Pointe du Château                                                      | Perros-Guirec                                          | | 29 février 1960   | 7,07            | 1600229SIA01              | 48° 49′ 12″ nord, 3° 25′ 41″ ouest |       |
| Vallée des Grands Traouïero                                            | Perros-Guirec                                          | | 23 mai 1945       | 43,27           | 1450523SIA01              | 48° 48′ 47″ nord, 3° 29′ 32″ ouest |       |
| Vallée des Petits Traouïero                                            | Perros-Guirec                                          | | 6 avril 1945      | 11,67           | 1450406SIA01 1450409SIA01 | 48° 49′ 20″ nord, 3° 29′ 02″ ouest |       |
| Chaos du Gouët                                                         | Plaine-Haute, Saint-Julien                             | | 27 décembre 1933  | 8,29            | 1331227SIA01              | 48° 26′ 19″ nord, 2° 50′ 26″ ouest |       |
| Vallon de Sainte-Anne-du-Houlin                                        | Plaine-Haute, Saint-Julien                             | | 6 juillet 1943    | 8,96            | 1430706SIA01              | 48° 27′ 20″ nord, 2° 49′ 44″ ouest |       |
| Forêt de Lorge                                                         | Plaintel, Plœuc-L'Hermitage                            | | 15 septembre 1966 | 2 494,23        | 1660915SIA01              | 48° 21′ 23″ nord, 2° 50′ 00″ ouest |       |
| Manoir de la Ville-Balin                                               | Plélo                                                  | | 24 décembre 1943  | 0,99            | 1431224SIA09              | 48° 31′ 43″ nord, 2° 55′ 45″ ouest |       |
| Manoir de la Ville-Geffroy                                             | Plélo                                                  | | 17 janvier 1944   | 0,31            | 1440117SIA03              | 48° 33′ 08″ nord, 2° 57′ 30″ ouest |       |
| Parcelle au sommet de la falaise                                       | Plérin                                                 | | 27 novembre 1935  | 0,13            | 1351127SIA02              | 48° 32′ 12″ nord, 2° 43′ 10″ ouest |       |
| Pointe du Roselier                                                     | Plérin                                                 | | 16 juin 1942      | 39,27           | 1420616SIA01              | 48° 33′ 14″ nord, 2° 42′ 54″ ouest |       |
| Roche Martin et pointe des Tablettes                                   | Plérin                                                 | | 16 septembre 1942 | 41,18           | 1420916SIA01              | 48° 33′ 39″ nord, 2° 43′ 57″ ouest |       |
| Manoir de Vaumadeuc et abords                                          | Pléven                                                 | | 17 décembre 1963  | 90,85           | 1631217SCA01              | 48° 29′ 18″ nord, 2° 19′ 52″ ouest |       |
| Descente de l'Arcouest                                                 | Ploubazlanec                                           | | 5 février 1936    | 7,15            | 1360205SIA01              |                                    |       |
| Rocher de la tête de Singe                                             | Ploubazlanec                                           | Sur le domaine public maritime                                                                         | 21 juin 1937      | 0,01            | 1370621SIA01              | 48° 49′ 18″ nord, 3° 03′ 33″ ouest |       |
| Zone côtière                                                           | Ploubazlanec                                           | | 25 mai 1965       | 411,71          | 1650525SIA01              |                                    |       |
| Chapelle de Kerprovost avec son enclos boisé                           | Plouëc-du-Trieux                                       | | 24 décembre 1943  | 0,07            | 1431224SIA14              | 48° 39′ 34″ nord, 3° 10′ 04″ ouest |       |
| Chapelle Saint-Jorant de la Belle-Église et abords                     | Plouëc-du-Trieux                                       | | 24 décembre 1943  | 0,11            | 1431224SIA12              | 48° 40′ 12″ nord, 3° 12′ 06″ ouest |       |
| Château                                                                | Plouër-sur-Rance                                       | | 5 janvier 1945    | 4,56            | 1450105SIA01              |                                    |       |
| Littoral de l'estuaire de la Rance                                     | Plouër-sur-Rance                                       | L'estuaire et ses côtes forment un site classé ; les deux protections s'étendent sur l'Ille-et-Vilaine | 21 janvier 1974   | 3 391,62        | 1740121SIA01              | 48° 32′ 10″ nord, 1° 59′ 46″ ouest |       |
| Pointe du Chêne-Vert                                                   | Plouër-sur-Rance                                       | | 30 décembre 1899  |                 | 1451105SIA15              | 48° 31′ 26″ nord, 2° 00′ 24″ ouest |       |
| Château de Kéralio et abords                                           | Plouguiel                                              | | 17 janvier 1944   | 4,19            | 1440117SIA04              | 48° 49′ 06″ nord, 3° 14′ 54″ ouest |       |
| Étang, manoir et terres du château de Lizildry                         | Plouguiel                                              | | 30 décembre 1899  |                 | 1431230SIA01              | 48° 49′ 03″ nord, 3° 14′ 54″ ouest |       |
| Bourg                                                                  | Plufur                                                 | | 28 mars 1984      | 15,33           | 1840328SIA01              | 48° 36′ 33″ nord, 3° 34′ 30″ ouest |       |
| Pointe de Pordic                                                       | Pordic                                                 | | 25 octobre 1943   | 51,07           | 1431025SIA01              | 48° 35′ 03″ nord, 2° 46′ 51″ ouest |       |
| Bourg                                                                  | Runan                                                  | | 24 décembre 1943  | 3,88            | 1431224SIA10              | 48° 41′ 42″ nord, 3° 12′ 44″ ouest |       |
| Manoir de Lestrézec, abords et chapelle Saint-Vincent-Ferrier          | Runan                                                  | | 7 janvier 1944    | 1,6             | 1440107SIA01              | 48° 41′ 02″ nord, 3° 14′ 29″ ouest |       |
| Place plantée d'arbres                                                 | Runan                                                  | | 14 janvier 1944   | 0,35            | 1440114SIA02              | 48° 41′ 36″ nord, 3° 12′ 50″ ouest |       |
| Vallées de Gouët et de bas Gouédic                                     | Saint-Brieuc                                           | | 26 août 1933      | 22,27           | 1330826SIA01 1331227SIA03 | 48° 31′ 19″ nord, 2° 44′ 50″ ouest |       |
| Pointe de l'Isle, en partie                                            | Saint-Cast-le-Guildo                                   | | 17 juin 1943      | 4,92            | 1430617SIA01              | 48° 38′ 41″ nord, 2° 14′ 48″ ouest |       |
| Pointe de la Garde                                                     | Saint-Cast-le-Guildo                                   | | 13 juin 1939      | 4,57            | 1390613SIA01              | 48° 37′ 25″ nord, 2° 14′ 27″ ouest |       |
| Pointe du Châtelet                                                     | Saint-Cast-le-Guildo                                   | | 16 septembre 1942 | 2,95            | 1420916SIA04              | 48° 38′ 24″ nord, 2° 16′ 19″ ouest |       |
| Terrains entre la route touristique et la mer, vallon des Quatre-Vaulx | Saint-Cast-le-Guildo                                   | | 30 décembre 1899  |                 | 1380901SIA01              | 48° 36′ 30″ nord, 2° 14′ 21″ ouest |       |
| Vallée de Poulancre                                                    | Saint-Gilles-Vieux-Marché                              | | 20 mai 1935       | 295,58          | 1350520SIA01              | 48° 13′ 46″ nord, 2° 58′ 35″ ouest |       |
| Île des Ébihens                                                        | Saint-Jacut-de-la-Mer                                  | | 11 novembre 1942  | 22,91           | 1421111SIA01              | 48° 37′ 27″ nord, 2° 11′ 19″ ouest |       |
| Piton sur lequel se dresse l'ancien poste de douane                    | Saint-Jacut-de-la-Mer                                  | | 10 décembre 1942  | 0,24            | 1421210SIA08              | 48° 36′ 33″ nord, 2° 11′ 41″ ouest |       |
| Manoir de Kertanguy                                                    | Squiffiec                                              | | 29 janvier 1944   | 0,49            | 1440129SIA05              | 48° 39′ 02″ nord, 3° 10′ 09″ ouest |       |
| Mont Bel-Air                                                           | Trébry                                                 | | 3 février 1960    | 0,39            | 1600203SIA01 1600209SIA01 | 48° 19′ 25″ nord, 2° 35′ 08″ ouest |       |
| Île de Costaérès                                                       | Trégastel                                              | | 25 mars 1946      | 0,95            | 1460325SIA09              | 48° 50′ 07″ nord, 3° 29′ 33″ ouest |       |
| Pointe ar-Boudoulou                                                    | Trégastel                                              | | 25 mars 1946      | 0,74            | 1460325SIA06              | 48° 49′ 48″ nord, 3° 29′ 47″ ouest |       |
| Propriété de Crec'h Caouet                                             | Trégastel                                              | | 25 mars 1946      | 2,4             | 1460325SIA04              | 48° 49′ 40″ nord, 3° 29′ 32″ ouest |       |
| Rochers de Ty-Néwiz                                                    | Trégastel                                              | | 25 mars 1946      | 2,43            | 1460325SIA05              | 48° 49′ 45″ nord, 3° 30′ 08″ ouest |       |
| Monts d'Arrée                                                          |                                                        | La protection s'étend sur de nombreuses communes des Côtes-d'Armor et du Finistère                     | 10 janvier 1966   | 57 934,51       | 1660110SIA01              |                                    |       |